# Есманська селищна рада
Есманьська се́лищна ра́да (до 2016 року — Червоненська) — орган місцевого самоврядування у Глухівському районі Сумської області. Адміністративний центр — селище міського типу Есмань.

## Загальні відомості
- Населення ради: 1 960 осіб (станом на 2001 рік)

## Населені пункти
Селищній раді підпорядковані населені пункти:
- смт Есмань
- с. Лужки

## Склад ради
Рада складається з 16 депутатів та голови.
- Голова ради: Давиденко Віктор Васильович
- Секретар ради: Дорошенко Галина Володимирівна

### Керівний склад попередніх скликань
| Прізвище, ім'я, по батькові | Основні відомості                                                        | Дата обрання | Дата звільнення |
| --------------------------- | ------------------------------------------------------------------------ | ------------ | --------------- |
| Мотрій Микола Григорович    | Селищний голова, 1955 року народження, безпартійний                      | 26.03.2006   | 31.10.2010      |
| Давиденко Віктор Васильович | Селищний голова, 1965 року народження, освіта вища, член Партії регіонів | 31.10.2010   |                 |

Примітка: таблиця складена за даними сайту Верховної Ради України

### Депутати
За результатами місцевих виборів 2010 року депутатами ради стали:

#### За суб'єктами висування
| Суб'єкт висування           | Кількість обраних депутатів | %    |
| --------------------------- | --------------------------- | ---- |
| Самовисування               | 13                          | 81,3 |
| Комуністична партія України | 3                           | 18,8 |

#### За округами
| № округу                    | Прізвище, ім'я, по батькові       | Дата визнання обраним | Освіта             | Партійна приналежність             | Відомості про обраного депутата                           |
| --------------------------- | --------------------------------- | --------------------- | ------------------ | ---------------------------------- | --------------------------------------------------------- |
| Комуністична партія України |                                   |                       |                    |                                    |                                                           |
| 2                           | Кушнерьова Світлана Олександрівна | 01.11.2010            | вища               | позапартійна                       | Червоненська лікарська амбулаторія, фельдшер              |
| 4                           | Бабич Володимир Васильович        | 01.11.2010            | середня спеціальна | член Соціалістичної партії України | тимчасово не працює                                       |
| 16                          | Васюкова Ганна Дмитрівна          | 01.11.2010            | середня спеціальна | позапартійна                       | пенсіонер                                                 |
| Самовисування               |                                   |                       |                    |                                    |                                                           |
| 1                           | Дарменко Тетяна Петрівна          | 01.11.2010            | вища               | позапартійна                       | Червоненська лікарська амбулаторія, завідувачка           |
| 3                           | Нечитайло Ірина Сергіївна         | 01.11.2010            | середня спеціальна | позапартійна                       | ТОВ «Юнікобуд», бухгалтер                                 |
| 5                           | Контарьова Тетяна Володимирівна   | 01.11.2010            | вища               | позапартійна                       | Червоненський дошкільний навчальний заклад, вихователь    |
| 6                           | Штих Світлана Іванівна            | 01.11.2010            | вища               | член Партії регіонів               | Червоненська лікарська амбулаторія, лікар                 |
| 7                           | Сотник Сергій Васильович          | 01.11.2010            | вища               | позапартійний                      | Червоненська загальноосвітня школа І-ІІ ст., вчитель      |
| 8                           | Бадуліна Ніна Іванівна            | 01.11.2010            | вища               | позапартійна                       | Червоненська загальноосвітня школа I-III ст., бібліотекар |
| 9                           | Панченко Микола Іванович          | 01.11.2010            | середня спеціальна | член Партії регіонів               | Червоненська ППЧ-36, начальник                            |
| 10                          | Моргун Михайло Федорович          | 01.11.2010            | середня спеціальна | член Партії регіонів               | Ощадбанк 241/30, охоронець                                |
| 11                          | Абрамчук Анатолій Миколайович     | 01.11.2010            | середня спеціальна | член Комуністичної партії України  | Агроліс, лісник                                           |
| 12                          | Рожков Микола Васильович          | 01.11.2010            | середня спеціальна | позапартійний                      | тимчасово не працює                                       |
| 13                          | Чмирькова Ганна Миколаївна        | 01.11.2010            | вища               | позапартійна                       | Червоненська загальноосвітня школа I-III ст., вчитель     |
| 14                          | Дорошенко Галина Володимирівна    | 01.11.2010            | вища               | член Партії регіонів               | Червоненська селищна рада, секретар                       |
| 15                          | Сенченко Катерина Володимирівна   | 01.11.2010            | середня спеціальна | член Соціалістичної партії України | Червоненська бібліотека, бібліотекар                      |